# Bayerisches Staatsschauspiel
Le Bayerische Staatsschauspiel est un théâtre situé à Munich, en Bavière (Allemagne).
Plus grand théâtre de la ville, il est issu de la Hofschauspiel royale et est généralement assimilé, tant dans le langage usuel que dans les publications, au nom de Residenztheater.

## Histoire
Le Bayerisches Staatsschauspiel, issu du théâtre de la cour royale (königlichen Hoftheater) est l'un des théâtres parmi les plus traditionnels et les plus importants d'Allemagne.

### Débuts
Déjà, aux XVIe et XVIIe siècles, des troupes d'acteurs, dont celle de Thomas Sackville, se sont produites en ces lieux.
En 1740, sous l'électeur Karl Albrecht, le peintre Nikolaus Gottfried Stuber, actif aussi sur scène, a fait de la salle Georg une salle de spectacle moderne qui est victime d'un incendie dix ans plus tard. Le théâtre Residenz est alors construit, sous l'intendant de la cour Joseph Anton von Seeau et sert principalement pour des opéras. Néanmoins, sous Maximilien III, une « Schaubühne nationale » fut pressentie. Les efforts de Seeau dans ce sens sont soutenus financièrement et personnellement. En 1775, Gotthold Ephraim Lessing assiste à la représentation de certaines de ses œuvres. L'électeur Charles-Théodore von der Pfalz, qui règne depuis la fin de 1777 en Bavière, avait renvoyé ses acteurs français cette année et avait fondé un théâtre national allemand à Mannheim. Durant son règne, la première troupe de théâtre allemande permanente de Munich se produit dans le Kurfürstliche Hof- und Nationaltheater (théâtre de la Cour électorale et nationale, comme le théâtre de la Cour fut appelé à partir de 1795).

### Cour royale et théâtre national
La Bavière étant devenue un royaume en 1806 se développa le « théâtre de la cour royale et nationale ».
En 1831, Ferdinand Raimund y joua pour la première fois ses œuvres et en 1845, Johann Nestroy y joua plusieurs rôles. Au milieu du siècle, le théâtre , qui était resté longtemps dans l'ombre de l'opéra, prend de l'importance. En 1852, la première de Agnes Bernauer de Hebbel est un véritable scandale.
Sous Louis II, Josef Kainz puis Klara Ziegler ont joué au théâtre de la cour. En 1880, une nouvelle version d'Une maison de poupée d’Ibsen y est créée et la pièce donne lieu à un autre scandale.

### Théâtre d'État
Lorsque les troubles révolutionnaires de la fin de 1918 frappent Munich, Viktor Schwanneke est ramené à Munich en tant que directeur par intérim du désormais Bayerische Staatstheater (Staatsoper und Staatsschauspiel).
En 1921, la première mondiale de Der Schwierige de Hugo von Hofmannsthal, avec Gustl Waldau et Elisabeth Bergner, est créée et restera jusqu'en 1932 au répertoire.
Après la Seconde Guerre mondiale, le théâtre d'État, dirigé par Kurt Meisel, connait un âge d'or. Cela permet de fidéliser de nombreux habitants de Munichois. Walter Schmidinger et Ingmar Bergman, qui vivent à Munich depuis quelques années, réalisent un total de dix productions et même créent les Scènes de la vie conjugale en version théâtrale en 1981.
Depuis le début de la saison 2011/2012, le Staatsschauspiel est dirigé par l'Autrichien Martin Kušej et présente des pièces de théâtre internationales allant de Shakespeare et Schiller à Ibsen, ainsi que des formes expérimentales et ouvertes telles que les soirées de théâtre d'Oliver Frljić, Milo Rau ou Bernhard Mikeska. Depuis lors, de nombreux directeurs renommés ont travaillé au Residenztheater, entre autres Frank Castorf, David Bösch, Matjea Koležnik, Andreas Kriegenburg, Amélie Niermeyer, Tina Lanik, Anne Lenk ou Ulrich Rasche ainsi que de nombreux jeunes réalisateurs comme Robert Gerloff, Katrin Plötner ou Zino Wey.
À partir de la saison 2019/20, Andreas Beck assume l'Intendance du Bayerisches Staatsschauspiel.

### Intendants (sélection)
- 1833 à 1842 : Karl Theodor von Küstner,
- 1851 à 1857 : Franz von Dingelstedt,
- 1894 à 1905 : Ernst von Possart,
- 1938 à 1945 : Alexander Golling,
- 1945 à 1948 : Paul Verhoeven,
- 1948 à 1953 : Alois Johannes Lippl,
- 1953 à 1958 : Kurt Horwitz,
- 1958 à 1972 : Helmut Henrichs,
- 1972 à 1983 : Kurt Meisel,
- 1983 à 1986 : Frank Baumbauer,
- 1986 à 1993 : Günther Beelitz,
- 1993 à 2001 : Eberhard Witt,
- 2001 à 2011 : Dieter Dorn,
- 2011 à 2019 : Martin Kušej,
- 2019- : Andreas Beck.